# Gran Premio Jorge de Atucha
El Gran Premio Jorge de Atucha es una carrera clásica de caballos que se disputa en el Hipódromo Argentino de Palermo, sobre pista de arena y convoca a potrancas de 2 años, sobre la distancia de 1500 metros. Está catalogado como un certamen de Grupo 1 en la escala internacional y es parte del proceso selectivo de productos, camino a los clásicos máximos como la Gran Premio Polla de Potrancas y el Gran Premio Selección.
Se realiza en la jornada del 1º de mayo de cada año, como antesala del Gran Premio República Argentina, junto a otros clásicos como el Gran Premio Ciudad de Buenos Aires, el Gran Premio Criadores, el Gran Premio Montevideo y el Gran Premio de las Américas-OSAF.
Recibe su nombre como homenaje a Jorge de Atucha, destacado criador de caballos sangre pura de carrera en Argentina y fundador del haras El Pelado.

## Últimas ganadoras del Jorge de Atucha
| Año  | Ganadora        | País | Jockey                  | País | Padre              | País | Madre             | País | Criador                     | Caballeriza           | Colores            |
| ---- | --------------- | ---- | ----------------------- | ---- | ------------------ | ---- | ----------------- | ---- | --------------------------- | --------------------- | ------------------ |
| 2019 | Joy Epifora     |      | Iván Monasterolo        |      | Fortify            |      | Stormy Epistola   |      | Haras La Biznaga            | La Nora               | Horse racing silks |
| 2018 | Hacksaw Ridge   |      | José Aparecido da Silva |      | Dubai Dust         |      | Zafira            |      | Haras Rio Dois Irmãos       | Stud RDI              | Horse racing silks |
| 2017 | Giuliet Seattle |      | Gustavo Villalba        |      | Seattle Fitz       |      | Giulie-Halo       |      | Haras Firmamento            | Doña Serafina         | Horse racing silks |
| 2016 | Schoolmistress  |      | Pablo Falero            |      | Equal Stripes      |      | Stellify          |      | Haras Vacación              | Vacación              | Horse racing silks |
| 2015 | Vale Dori       |      | Altair Domingos         |      | Asiatic Boy        |      | Valerina          |      | Haras Abolengo              | El Zorrito            | Horse racing silks |
| 2014 | Contessa Linda  |      | Mario Leyes             |      | Lizard Island      |      | Contessina        |      | Haras Abolengo              | Eseerreefe            | Horse racing silks |
| 2013 | Locasa Nistel   |      | Jorge Ruíz Díaz         |      | Van Nistelrooy     |      | Crazy Wells       |      | Haras Firmamento            | Firmamento            | Horse racing silks |
| 2012 | Smashing Glory  |      | Jorge Ricardo           |      | Honour and Glory   |      | Smashing Cat      |      | Haras La Pasión             | Rubio B.              | Horse racing silks |
| 2011 | Gamuza Fina     |      | Mario Fernández         |      | Equal Stripes      |      | Gamuza Fitz       |      | Haras Abolengo              | A.J.M.                | Horse racing silks |
| 2010 | Studentessa     |      | Néstor Fernández        |      | High Yield         |      | Student Body Pres |      | Haras La Quebrada           | Cheche                | Horse racing silks |
| 2009 | Ishitaki        |      | Pablo Falero            |      | Intérprete         |      | Nice Watch        |      | Haras Don Arcángel          | Arcángel              | Horse racing silks |
| 2008 | Savoir Bien     |      | Pablo Falero            |      | Bernstein          |      | Savilla           |      | Haras Santa María de Araras | Santa María de Araras | Horse racing silks |
| 2007 | Scenica         |      | Edwin Talaverano        |      | Intérprete         |      | Scene             |      | Haras Don Santiago          | Don Santiago          | Horse racing silks |
| 2006 | Batallosa       |      | Gustavo Calvente        |      | Southern Halo      |      | Baleares          |      | Haras La Quebrada           | La Quebrada           | Horse racing silks |
| 2005 | Safari Queen    |      | Pablo Falero            |      | Lode               |      | Safari Girl       |      | Haras Santa María de Araras | Santa María de Araras | Horse racing silks |
| 2004 | Forty Greeta    |      | Jorge Valdivieso        |      | Roar               |      | Shy Greeting      |      | Haras La Biznaga            | La Biznaga            | Horse racing silks |
| 2003 | South Vagabunda |      | Jorge Valdivieso        |      | Southern Halo      |      | Vaga Toss         |      | Haras La Biznaga            | La Biznaga            | Horse racing silks |
| 2002 | Miss Terrible   |      | Edgardo Gramática       |      | Numerous           |      | Teidi             |      | Haras Firmamento            | Firmamento            | Horse racing silks |
| 2001 | Randy Cat       |      | Pablo Falero            |      | Roy                |      | Razzi Cat         |      | Haras Vacación              | Vacación              | Horse racing silks |
| 2000 | April Talk      |      | Pablo Falero            |      | Confidential Talk  |      | April Mon         |      | Haras Vacación              | Vacación              | Horse racing silks |
| 1999 | Crazy Ensign    |      | Rubén Laitán            |      | Firery Ensign      |      | Crazy Fitz        |      | Haras Firmamento            | El Faruk              | Horse racing silks |
| 1998 | Esperada        |      | Horacio Karamanos       |      | Equalize           |      | Esmerada          |      | Haras Abolengo              | A.J.M.                | Horse racing silks |
| 1997 | Slew of Reality |      | Horacio Karamanos       |      | Political Ambition |      | Slew of Reasons   |      | Haras Vacación              | Las Telas             | Horse racing silks |
| 1996 | Southern Spring |      | Juan José Paulé         |      | Southern Halo      |      | Spring Light      |      | Haras Las Matildes          | Matty                 | Horse racing silks |
| 1995 | Liberiana       |      | Pablo Falero            |      | Johnny's Prospect  |      | Libertina         |      | Haras Vacación              | Vacación              | Horse racing silks |
| 1994 | Cadeaux         |      | Jacinto Herrera         |      | Southern Halo      |      | Sweet Clover      |      | Haras La Quebrada           | La Quebrada           | Horse racing silks |